# Haile Gerima
Haile Gerima (ur. 4 marca 1946 w Gonder) – etiopski reżyser i scenarzysta filmowy, mieszkający i pracujący w Stanach Zjednoczonych. Jeden z najważniejszych twórców kina afrykańskiego. Jego film Sankofa (1993) był pionierskim dziełem, ukazującym problem niewolnictwa z perspektywy mieszkańców Afryki. Teza (2008) to gorzki portret Etiopii rządzonej przez wojskową juntę. Film wyróżniono Grand Prix Jury oraz nagrodą za scenariusz na 65. MFF w Wenecji.